# Portal de Sant Roc (Vilafranca)
El Portal de Sant Roc és una de les quatre portes de les muralles medievals de Vilafranca, construïdes en l'època de Pere III de la Corona catalanoaragonesa (IV d'Aragó). Històricament hi havia quatre portes a les muralles: el portal del Forn, el de Mossèn Miquel Gil o del Collat, el de l'Església i el de Sant Roc. Aquest últim, conegut com "el Portalet", és l'única porta que es conserva actualment.
Facilitava l'accés al poble des del camí de Benassal. Damunt d'aquest portal hi ha una xicoteta capella, dedicada a Sant Roc, i a la paret de darrere un panell ceràmic amb la imatge de Sant Cristòfol.